# شلستون (باكينجهامشير)
شلستون (بالإنجليزية: Shalstone)‏ هي قرية وأبرشية مدنية تقع في المملكة المتحدة في إنجلترا. يقدر عدد سكانها بـ 117 نسمة .